# Az ékírás írásjeleinek változatai (Borger 1–150)
Az alábbi táblázat az ékírás írásjeleinek háromezer éves története néhány állomását tartalmazza. A sumer nyelvet felváltó akkád az idők során két nyelvjárásra (óasszír és óbabiloni) bomlott, amelyek az i. e. 1. évezred elejére önálló nyelvekké alakultak. Az újasszír epigrafikus feliratokon általában az újbabiloni jelkészletet használták, ami a köznapi írásra is visszahatott, így bár két különböző nyelvvé alakultak az idők során, az írásuk gyakorlatilag azonos.

## 1–20
| MZL | sumer óakkád | óasszír   | hettita hurri       | elsődleges átírás |
| MZL | sumer óakkád | óbabiloni | újasszír újbabiloni | elsődleges átírás |
| --- | ------------ | --------- | ------------------- | ----------------- |
| 1   | 𒀸            | 𒀸         | 𒀸                   | AŠ, aš            |
| 1   | 𒀸            | 𒀸 / 𒀸     | 𒀸 / 𒀸               | AŠ, aš            |
| 2–3 | 𒐀            | 𒐀         | –                   | aš-aš (= 2)       |
| 2–3 | 𒐀            | –         | 𒐀 / 𒄬               | aš-aš (= 2)       |
| –   | 𒄬            | 𒄬         | 𒄬                   | ḪAL               |
| –   | 𒄬            | 𒄬 / 𒄬     | 𒄬 / 𒄬               | ḪAL               |
| 4   | 𒐁            | 𒐁         | –                   | aš-aš-aš, eš6     |
| 4   | 𒐁            | 𒐁 / 𒐁     | 𒐁                   | aš-aš-aš, eš6     |
| 5   | 𒁄            | 𒁄         | 𒁄                   | BAL               |
| 5   | 𒁄            | 𒁄 / 𒁄     | 𒁄 / 𒁄               | BAL               |
| 6   | 𒄈            | 𒄈         | 𒄈 / 𒄈               | ĜIR2              |
| 6   | 𒄈            | 𒄈 / 𒄈     | 𒄈 / 𒄈               | ĜIR2              |
| 7   | 𒄉            | –         | –                   | ĜIRgunu           |

| MZL | piktogram | sumer– óakkád | óasszír                        | hettita– hurri | újasszír– újbabiloni | sumer |
| MZL | unicode   | sumer– óakkád | óbabiloni                      | hettita– hurri | újasszír– újbabiloni | akkád |
| --- | --------- | --- | ------------------------------ | -------------- | --- | --- |
| 10  |           | |                                |                | | DINGIR (= DIĜIR, isten, istennő, istenség), AN (= ég, menny, felső, lombkorona, dátum), ILU (= jó) |
| 10  | 𒀭         | |                                |                | AN (= An isten, isten általában), -il3-, an (= ég, menny), sissinnu (= dátum), iltu (= istennő), ilu (= isten, istenség, jó) | |
| 14  | 𒁀         | |                                |                | | BA (= részek, minden, kiosztani, távoli, távolítani, kinyitni, cséplés, ismeretlen tengeri lény), BE4 (= kivonás, csökkentés, eltávolítás, visszatérés, részt kapni) |
| 14  | 𒁀         | qiāšu (= adni, ajándékozni), zâzu (= elosztani, részesedni), be'ēšû, nesû (= távoli, távolodni), petû (= kinyitni), našāru (= kivonás, csökkentés, vétel) |                                |                | | |
| –   | 𒀀𒁀        | | –                              | –              | – | ES (= hátulsó, épület vagy épületrész), a-ba, mannu (= ki?), arkatu (= hátulsó) |
| –   | 𒀀𒁀𒀠       | | –                              | –              | – | a-ba-al (= szárítani) |
| –   | 𒀀𒁀𒋩𒊏      | | –                              | –              | – | a-ba-ĝar-ra (= magzat) |
| 8   | 𒁔         | | –                              | –              | | BUR2 (= egy tartály?), SUN5 (= a KUR többes száma), BALA (= kívül, másik oldalán, mögötte, forma, kinézet, gyapjú, kívülálló, idegen, felvágni, hasított, metszett, vágott) |
| 8   | 𒁔         | napāḫu, nūru (= fény, ragyogó, ragyogás), pašāru, šuparruru (= szabadon, szétterjed), SUN5 (= ób. alázatos), būdum, kabattu (= működik, él), kawûm, aḫû, warkatu (= külső, kívülálló), qalāpu (= hámoz, hámlik), salātu (= darabol, szeletel, hasít), šalāqu (= felvág, felhasít) | –                              | –              | | |
| –   | 𒁔         | – | –                              | –              | – | – |
| –   | 𒁔         | – | óbabiloni BUR×BUR (= irányadó) | –              | – | |
| 9   | 𒋻         | |                                |                | | TAR (= csökkenteni, feloldani, megszakítani, lazítás, döntés, betegség), SILA (= öröm, dekoráció készítése, csalétek, nagyon, út), ḪAŠ (= törés, eltérítés, elnyomni, visszatartani), KU5 (= KUD, eltörni, levonni, elválasztani, vágni, kivágni, bevésni, dönteni, üríteni), KUKSU (= egy kerti szerszám) |
| 9   | 𒋻         | -tar-, -tir2-, ḫarāşu, parāsu, paţāru, sapāḫu (= csökkentés, feloldás, lazítás, döntés), kettu (= betegség), ḫarāşu, napādu, parāsu (= megszakítani, csökkenteni, dönteni), ašilalû (= díszít), ebēru (= öröm, ünnep), riāšu (= örvendezni), rīšātu (= örvendezés, ünnep), ḫaşābu (= törés), šebēru (= törni), ḫabālu (= rosszat tenni, erőszakoskodni), kalû (= visszatartani, gátolni), sulû (= út, sáv), eqbu (= nagyon), sūqu (= út) |                                |                | | |
| 11  | 𒀸𒋩        | |                                | –              | | AŠ×SUR (= egy kenyér vagy egy tál étel) |
| 11  | 𒀸𒋩        | aš×šur, aš×sur |                                | –              | | |
| 12  | 𒈮         | |                                | –              | | MUG |
| 12  | 𒈮         | mukku (= gyenge minőségű gyapjú) |                                | –              | | |
| 15  | 𒍪         | |                                |                | | ZU (=tudni, megtanulni) |
| 15  | 𒍪         | edû, lamādu (= tudni, megtanulni), óbabiloni: „építőanyag típusa” |                                |                | | |
| 16  | 𒋢         | |                                |                | | SU (= hús, test, zsigerek, alámerülni, mosogatni), KUŠ (= bőr, test, személy), šu (igeképző), SUG6 (= kölcsöntörlesztés, cserélni) |
| 16  | 𒋢         | šīru (= hús, zsigerek), ţebû (= vízbe merül mosakodáshoz), mašku (= bőr), zumru (= test, személy), apālu (= törlesztés), riābu (= cserél, megtorol, visszafizet) |                                |                | | |
| –   | –         | | –                              | –              | – | ARATTA (= nehéz, fontos, dicséret, dicsőség), kabtu (= „nehéz, fontos, dicséret, dicsőség), tanattu (= dicsőség, dicséret) |
| 17  | 𒊿         | |                                | –              | | SU×A, ŠEN (= csata, háború, üst, tiszta, tisztítani, vadmacska), ALAL (= cső), DUR10 (= fejsze) |
| 17  | 𒊿         | šurānu (= vadmacska), pāštu (= fejsze), qablu (= csata), šašmu (= harc), ruqqu (= üst), ellu (= rituális tisztítás) |                                | –              | | |
| 18  | 𒀴         | |                                | –              | | ARAD (= szolga), NITA2 (= férfi, egy madár), IR3 (= hatalmas, beszéd) |
| 18  | 𒀴         | -ir3-, -er3-, -war3-, ardu (= szolga), zikaru (= férfi), gašru (= nagyon erős, erőteljes), tēltu (= beszéd) |                                | –              | | |
| 19  | 𒀵         | | –                              | –              | [ 4 ] | ARAD2 (ARAD×KUR) (= férfi, hatalmas), IR11 (= szolga, rabszolga), NITAx (= férfi) |
| 19  | 𒀵         | zikaru (= férfi), ardu (= szolga, rabszolga) | –                              | –              | [ 4 ] | |
| 20  | 𒌗         | |                                | –              | | UD×EŠ, iti, udu |
| 20  | 𒌗         | iti |                                | –              | | |
| 20  | 𒌚         | | –                              | –              | ITI (DU-šeššig) | |
| 20  | 𒌚         | iti |                                | –              | | |
| MZL | unicode   | sumer– óakkád | óasszír                        | hettita– hurri | újasszír– újbabiloni | sumer |
| MZL | unicode   | sumer– óakkád | óbabiloni                      | hettita– hurri | újasszír– újbabiloni | akkád |

## 22 – 40
| MZL   | unicode | sumer– óakkád | óasszír                                                                          | hettita– hurri | újasszír– újbabiloni | sumer |
| MZL   | unicode | sumer– óakkád | óbabiloni                                                                        | hettita– hurri | újasszír– újbabiloni | akkád |
| ----- | ------- | --- | -------------------------------------------------------------------------------- | -------------- | -------------------- | --- |
| 22–23 | 𒋚       | |                                                                                  |                |                      | ŠUBUR (= sertés), ŠAḪ |
| 22–23 | 𒋚       | ardu (=szolga), šaḫ (újasszír ŠAḪ×KID2), šaḫ (hett. = sertés) |                                                                                  |                |                      | |
| 24    | 𒅗       | |                                                                                  |                |                      | KA (= KAG2, összetett igékben előforduló elem, száj, kapu, ajtó), KIR4 (= GIRI17, hiéna), KIRI3 (= orr), ZU2 (= eke része, penge, kapa éle, faltörő kos hegye), DUG4 (= DU11, beszélni, mondani), gu2, INIM, ENIM (= szó, beszéd, ügy, ügyek, anyag), e7 (= befejezett és befejezetlen igék többes száma, bizalom), GU3 (= hang, kiáltás, zaj), SU11 (= datolyapálma), SUMURx (= dühös, haragos), UZUGx (= ZUḪ, cella, oltár, jó dolgok, kincs, kincstár), ZUḪ (= lopni) |
| 24    | 𒅗       | ka, qa3, pi4, būşu (= hiéna), šinnu (= eke része, penge), atwû (= beszéd, szó), dabābu (= beszélni, beszélgetni), qabû (= mondani, beszélni, parancsolni), tukultu (= bizalom), óbabiloni nagbu, napḫaru (= összeg, összesen, teljesen), aḫu, kišādu, tikku (= pénzváltó, oldal, nyak), amatu (= szó, beszéd, ügy, ügyek, anyag), rigmu (= hang, kiáltás, zaj), pû (= száj), bābu (= kapu, ajtó), appu (= orr), sû (= datolyapálma), ezzu (= dühös, haragos), šamru (= haragos), sagû, sukku (= oltár, kápolna), šinnu (= fog [fn]), šarāqu (= lopni) |                                                                                  |                |                      | |
| 25    | 𒅨       | | –                                                                                | –              |                      | KA×gir; KA×gir2; KA×gir4 (= nádszőnyeg) |
| 25    | 𒅨       | KA×GIR2 | –                                                                                | –              |                      | |
| 26    | 𒅲       | |                                                                                  | –              |                      | KA×LI, MU7 (= összenyomni, széttépni, ráolvasás, varázslat, zenélni), mu7-mu7 (= zaj), TU6 (= ráolvasás, varázslat), ŠEGx (= hang, kiáltás, zaj) |
| 26    | 𒅲       | – | ḫašû (= összenyom, aprít), šiptu (= ráolvasás, varázslat), ramīmu, rigmu (= zaj) | –              |                      | |
| 28    | 𒅽       | | –                                                                                | –              |                      | KA×RU |
| 29    | 𒅜       | | –                                                                                | –              |                      | KA×BAD, UŠ11 (= méreg) |
| 29    | 𒅜       | imtu (= méreg, kígyóméreg) | –                                                                                | –              |                      | |
| 30    | 𒅞       | |                                                                                  | –              |                      | KA×MAŠ, bar, ukkin |
| 30    | 𒅞       | – | ukkin, bar                                                                       | –              |                      | |
| 31    | 𒅻       | |                                                                                  | –              |                      | KA×NUN, NUNDUM (= perem, karima) |
| 31    | 𒅻       | – | šaptu (= perem)                                                                  | –              |                      | |
| 32    | 𒅾       | |                                                                                  | –              |                      | KA×SA, SUM4, (= SUN4, szakáll), SU6 (= datolyapálma) |
| 32    | 𒅾       | – | sû (= datolyapálma), ziqnu (= szakáll)                                           | –              |                      | |
| 33    | 𒅤       | | –                                                                                | –              |                      | KA×KAR2, PU3 (= száj) |
| 33    | 𒅤       | pû (= száj) |                                                                                  | –              |                      | |
| 34    | 𒅚       | | –                                                                                | –              |                      | KA×AD.KUG, KA×AD.KU3, ka×ku3 |
| 35    | 𒅺       | | –                                                                                | –              |                      | KA×NE |
| 36    | 􀀁       | |                                                                                  |                |                      | KA×UR2 |
| 36    | 􀀁       | – | ka×ur2                                                                           |                |                      | |
| 37    | 𒅪       | | –                                                                                | –              |                      | KA×KIB, ka×gis.gis |
| 38    | 𒅯       | |                                                                                  | –              |                      | KA×GAG |
| 38    | 𒅯       | – | kir14 (óa), ka×kak (úa, úb)                                                      | –              |                      | |
| 39    | 𒆋       | | –                                                                                | –              |                      | KA×UŠ, ka×uš |
| 40    | 􀀂       | |                                                                                  | –              |                      | KA×PA |
| 40    | 􀀂       | – | ka×pa                                                                            | –              |                      | |
| MZL   | unicode | sumer– óakkád | óasszír                                                                          | hettita– hurri | újasszír– újbabiloni | sumer |
| MZL   | unicode | sumer– óakkád | óbabiloni                                                                        | hettita– hurri | újasszír– újbabiloni | akkád |

## 41 – 60
| MZL | unicode | sumer– óakkád | óasszír                | hettita– hurri | újasszír– újbabiloni | sumer |
| MZL | unicode | sumer– óakkád | óbabiloni              | hettita– hurri | újasszír– újbabiloni | akkád |
| --- | ------- | ------------- | ---------------------- | -------------- | -------------------- | --- |
| 41  | 􀀃       |               |                        | –              |                      | KA×GIŠ |
| 41  | 􀀃       | –             | ka×giš                 | –              |                      | |
| 42  | 𒆂       |               | –                      | –              |                      | KA×ŠID, ŠEG10 (= ŠED14, rigmu, hang, kiáltás, zaj) |
| 43  | 𒆈       |               | –                      | –              |                      | KA×U2, TUKUR3 (= rágni, harapni, nyírni, birkanyírás), gaşaşu (= rágni), kasāsu (= harapni, rágni), sepû siki (= elvág, letép)                                    |
| 44  | 𒅢       |               | –                      | –              |                      | KA×GA |
| 45  | 𒅿       |               | –                      | –              |                      | KA×SAR, MU11 (= MA8, ḫašû, szétzúz, összemorzsol) |
| 46  | 𒅛       |               | –                      | –              |                      | KA×AŠ2 |
| 47  | 𒅝       |               | –                      | –              |                      | KA×DUB2, KA×BALAG, ŠEG11, ŠED15 (= rigmu, hang, kiáltás, zaj) |
| 48  | 𒆀       |               | –                      | –              |                      | KA×ŠA |
| 49  | 𒆃       |               | –                      | –              |                      | KA×ŠU, šudu2, ŠUD3 (= ikribu, imádság, odaadás, áldás) |
| 50  | 𒆁       |               |                        | –              |                      | KA×ŠE, TUKUR2 (= rágni, harapni, nyírni, birkanyírás, jelentős), kabtu (= nehéz, fontos), gaşaşu (= rágni), kasāsu (= harapni, rágni), sepû siki (= elvág, letép) |
| 51  | 𒆉       |               |                        | –              |                      | KA×UD, tux (= vezető) |
| 51  | 𒆉       | –             | zu9, babalu (= vezető) | –              |                      | |
| 52  | 𒅼       |               | –                      | –              |                      | KA×PI |
| 53  | 𒅠       |               | –                      | –              |                      | KA×ERIN2, KA×ERIM |
| 54  | 𒅮       |               |                        | –              |                      | KA×IM, bun2 |
| 55  | –       |               | –                      | –              |                      | KA×ḪAR |
| 56  | 𒆇       |               |                        | –              |                      | KA×U |
| 56  | 𒆇       | –             |                        | –              |                      | KA×U |
| 57  | 𒅸       |               | –                      | –              |                      | KA×MI |
| 58  | –       |               | –                      | –              |                      | KA×EŠ6 |
| 59  | 𒅭       |               | –                      | –              |                      | KA×IGI |
| 60  | 𒅰       |               | –                      | –              |                      | KA×KI |
| MZL | unicode | sumer– óakkád | óasszír                | hettita– hurri | újasszír– újbabiloni | sumer |
| MZL | unicode | sumer– óakkád | óbabiloni              | hettita– hurri | újasszír– újbabiloni | akkád |

## 61 – 80
| MZL | unicode | sumer– óakkád | óasszír   | hettita– hurri | újasszír– újbabiloni | sumer |
| MZL | unicode | sumer– óakkád | óbabiloni | hettita– hurri | újasszír– újbabiloni | akkád |
| --- | ------- | --- | --------- | -------------- | -------------------- | --- |
| 61  | 𒅴       | |           | –              |                      | KA×ME, EME (= nyelv) |
| 61  | 𒅴       | lišānu (= nyelv) |           | –              |                      | |
| 61  | 𒅶       | | –         | –              |                      | KA×ME.GI |
| 61  | 𒅵       | | –         | –              |                      | KA×ME.DU |
| 61  | 𒅷       | | –         | –              |                      | KA×ME.TE |
| 62  | 𒅡       | | –         | –              |                      | KA×ZID2 (KA×ZI3), KA×ŠE, MA5 (= égetés, szárítás, összezúz, széttép), ḫašû (= összezúz, széttép)                                      |
| 63  | 𒅬       | | –         | –              |                      | KA×GUR7 (= KA×GURU7, KA×SIG2.AḪ.ME.U, ka-guruk, kagurrû, magtárfelügyelő)                                                             |
| 64  | 𒅘       | |           | –              |                      | KA×A, NAĜ (= NAG, inni) |
| 64  | 𒅘       | nag (óa), nag, nak, naq (ób, úb), šatû (= inni) |           | –              |                      | |
| 65  | 𒅥       | |           | –              |                      | KA×NIG2, GU7 (= KU2, enni, elfogyaszt, négyzet)                                                                                       |
| 65  | 𒅥       | akālu (= enni, elfogyaszt) |           | –              |                      | |
| 66  | 𒅦       | | –         | –              |                      | KA×KADRA (KA×NIG2.ŠA3.A) |
| 67  | 􀀅       | |           | –              |                      | KA×AŠ3 |
| 67  | 􀀅       | – |           | –              |                      | KA×AŠ3 |
| 68  | 𒆄       | | –         | –              |                      | KA×SIG |
| 69  | 𒅫       | | –         | –              |                      | KA×GU |
| 70  | 􀀄       | |           | –              |                      | KA×LUM |
| 70  | 􀀄       | – |           | –              |                      | KA×LUM |
| 71  | 𒌷       | |           |                |                      | URU (= településsel kapcsolatos fogalmak szemantikai komplementuma, emelkedett, erős), IRI (= ERI, város), BANŠUR (= tábla), ri2, u19 |
| 71  | 𒌷       | uru (óa, hett), eri, iri, ri2, re2 (ób, úb), URU, IRI (úb), akkád ālu (= város), paššūru (= tábla), dannu (= erős, erőteljes, hatalmas, nagy), šapsu (= Nap), şīru (= emelkedett, legfelsőbb, pompás, kiemelkedő) |           |                |                      | |
| 72  | 𒍋       | | –         | –              |                      | URU×TU, šeg5 |
| 73  | 𒌺       | | –         | –              |                      | URU×BAR |
| 73  | 𒌺       | ukkin |           | –              |                      | |
| 74  | 𒌾       | | –         | –              |                      | URU×KAR2, URU11 (= vetés, művelés, város, akk. erēšu = vetés, ālu = város) URU×GAN2 (úa)                                              |
| 75  | 𒍎       | | –         | –              |                      | URU×URUDA, URU×URUD, BANŠUR (= tábla)                                                                                                 |
| 75  | 𒍎       | BANŠUR, paššūru (= tábla) |           | –              |                      | |
| 76  | 𒌼       | | –         | –              |                      | URU×GA, šakir3 |
| 77  | 𒍍       | | –         | –              |                      | URU×UD, URU2 = abūbu (= árvíz, özönvíz, város), ERIM4, akk. išittu (= raktár, kincstár), ālu (= város)                                |
| 78  | 𒍌       | | –         | –              |                      | URU×UL |
| 79  | 𒍂       | | –         | –              |                      | URU×IGI, BANSURx |
| 79  | 𒍂       | asari |           | –              |                      | |
| 80  | 𒍇       | | –         | –              |                      | URU×MIN, u18 |
| 80  | 𒍇       | gišgal |           | –              |                      | |
| MZL | unicode | sumer– óakkád | óasszír   | hettita– hurri | újasszír– újbabiloni | sumer |
| MZL | unicode | sumer– óakkád | óbabiloni | hettita– hurri | újasszír– újbabiloni | akkád |

## 81 – 100
| MZL       | piktogram | sumer– óakkád | óasszír                                                                               | hettita– hurri | újasszír– újbabiloni | sumer |
| MZL       | unicode   | sumer– óakkád | óbabiloni                                                                             | hettita– hurri | újasszír– újbabiloni | akkád |
| --------- | --------- | --- | ------------------------------------------------------------------------------------- | --- | -------------------- | --- |
| 81        | 𒌸         | | –                                                                                     | – |                      | URU×A |
| 82        | 𒍁         | | –                                                                                     | – |                      | URU×ḪA |
| 83        | 𒌿         | | –                                                                                     | – |                      | URU×GAR, URU×NIG2, ERIM3, akk. išittu (= raktár, kincstár) |
| 84        | 𒍀         | | –                                                                                     | – |                      | URU×GU, GUR5 (= vágni, reszelni, őrölni, metszeni, díszíteni), kasāmu (= vágni), kaşāşu (= őrölni, reszelni), urrû (= díszíteni, metszeni)                                                              |
| 85        | 𒇷         | |                                                                                       | |                      | LI, (= ág, gally), le, en3, GUB2 (= fürdik, mossa magát, tiszta, tisztítani) |
| 85        | 𒇷         | li, le, larû (= ág, gally), ramāku (= fürödni, mosni) |                                                                                       | |                      | |
| 86        | 𒌅         | |                                                                                       | |                      | TU (= pap, bárány, csökkenteni, kivonni, fiatal), ḪUDUŠ (= társadalmi státusz, menyasszony/vőlegény?), TUR5 (= DU2, betegség, kór, megbetegedni), TUD (= DU2, szülni, születni, várandós)               |
| 86        | 𒌅         | tu, du3, ḫuduššu (= egy korcsoport), marāşu (= megbetegedni), murşu (= betegség, kór), şeḫērum (= csökkenteni, fiatal, kicsi), alādu (= szülni, születni) |                                                                                       | |                      | |
| 87        | 𒆭         | | –                                                                                     | – |                      | ku4 |
| 87        | 𒆭         | ku4 |                                                                                       | – |                      | |
| 88        | 𒋽         | |                                                                                       | – |                      | URU5 (ḪAR×DIŠ = árvíz, özönvíz), gur8, TE-gunû |
| 88        | 𒋽         | – | abūbu, abābu (= árvíz, özönvíz), šubtu (= ülés, lakás), uru5                          | – |                      | |
| 89        | 𒆷         | |                                                                                       | |                      | LA (= felügyelet, ellenőrzés, mérés, egyensúly, felfüggesztés, gabonaszitálás, készíteni, árusító hely, fenék, bőség, boldogság, vágy), ŠIKA (= szilánk)                                                |
| 89        | 𒆷         | -la-, alālu (= letenni, felfüggeszteni), hanāqu (= prés, szorítani), hiāţu (= felügyelet, ellenőrzés, kimérés), kamû, kasû, şimittu (= kötődés), kullumu (= megmutatni, jelezni), šaqālu (= mérlegelni, fizetni), šuqalulu (= [le]akasztani), išḫilşu (= szilánk), zarû (= szitálni), šuḫḫu (= elárusító hely, fenék), lalû (= bőség) |                                                                                       | |                      | |
| 90        |           | |                                                                                       | |                      | APIN (= eke, vetőmag), ENGAR (= paraszt, hivatalos személy), ABSIN3 (= barázda), URU4 (= betegség, baj, földművelés, vetés [ige]), EREŠ4 (= földműves)                                                  |
| 90        | 𒀳         | |                                                                                       | epinnu (= eke, vetőmag), ikkaru (= paraszt, hivatalos személy), abšinnu (= barázda), šer'u (=?), maškadu (= egy betegség), errēšum (= földműves), erēšu (= vetés [ige]) |                      | |
| 91        | 𒈤         | |                                                                                       | |                      | MAḪ (= nagy, hatalmas) |
| 91        | 𒈤         | kabtu (= nehéz, fontos), mādu (= minden, számos), rabû (= nagy, növekszik), şīru (= emelkedett, páratlan, legfőbb, nagyszerű, pompás, ragyogó, kiemelkedő, kimagasló), maḫ |                                                                                       | |                      | |
| 92        | 𒉽         | |                                                                                       | – |                      | pa4, PAB/PAP (= elsősorban, kiemelkedő, apa, férfi, férfias, testvér, férőhely, tárolókapacitás, hajókapacitás), KUR2 (= különböző, furcsa, elidegenedett, ellenséges, változás, hajókapacitás egysége) |
| 92        | 𒉽         | abu (= apa), aḫu (= testvér, fivér), ašarēdu (= elsősorban/legfontosabb), zikaru (= gonosz, férfias), nakāru, šanû (= különböző, furcsa, elidegenedett, ellenséges, változás), pab (óa), pab, pa4 (ób), pap, pab (úa, úb) |                                                                                       | – |                      | |
| 92 és 585 | 𒍙         | | –                                                                                     | – |                      | KUR2.IR.GIDIM2, utuki |
| 93        | –         | |                                                                                       | – |                      | PAB.ḪAL (= titok, kincs, szűk hely), PA4.ḪAL (= láb), puš2 |
| 93        | –         | – | nişirtu (= titok, rejtély, kincs, félreeső hely), pušqu (= szűklátókörűség, nehézség) | – |                      | |
| 94        | –         | |                                                                                       | – |                      | PAP.PAP, DIM4 (= ellenőrzés, megközelítés, hivatalos), MUNU4 (= festett, szakma), bulug3 |
| 94        | –         | buqlu (= festett), sanāqu (= ellenőrzés), bulug3 |                                                                                       | – |                      | |
| 95        | –         | | –                                                                                     | – |                      | PAP.IŠ, PA6 (= csatorna, öntözés), atappu, palgu (= csatorna, árok), pattu (= csatorna) |
| 96        | –         | | –                                                                                     | – |                      | PAB.E, PA5 (= tok), E (= árpa?), guru21, SIMUG (= kovács, fémműves), nappāḫu (= fújtató) |
| 96        | 𒂋         | | –                                                                                     | – | [ 5 ]                | E×PAB |
| 97        | 𒆛         | | –                                                                                     | – |                      | PAB.NA2, kam4, gam3 |
| 98        | 𒈬         | |                                                                                       | – |                      | MU (= ES, pénisz, férfi, fa, erdő, fajta), MU (= név, egy sor szöveg, fiú, év), MUḪALDIM (= szakács, MUḪALDIM+GAL = főszakács), SUḪ7 (= belső)                                                          |
| 98        | 𒈬         | -mu-, šumu (= név), šattu (= év), muḫatimmu (= szakács), išaru (= pénisz), virile (= férfi, férfias), işu (= erdő), tāḫu (= belső?) |                                                                                       | – |                      | |
| 99        | 𒋡         | |                                                                                       | |                      | SAL4 (= szita?), sala2, SILA3 (= hús vágása, töredék, út, edény, tárolókapacitás), SAGI (= nádköteg) |
| 99        | 𒋡         | ḫupû (= töredék), sukū (= út), mīšertu (= szabvány méret, 1 sila térfogat), qû (= mérőedény), ka4, ga5, qa (óa, hett), sal2, sala2 (óa), sila2, qa (ób), sila3 (úb) |                                                                                       | |                      | |
| 100       | 𒋂         | | –                                                                                     | – |                      | šešlam |
| MZL       | unicode   | sumer– óakkád | óasszír                                                                               | hettita– hurri | újasszír– újbabiloni | sumer |
| MZL       | unicode   | sumer– óakkád | óbabiloni                                                                             | hettita– hurri | újasszír– újbabiloni | akkád |

## 101 – 122
| MZL | unicode | sumer– óakkád | óasszír | hettita– hurri | újasszír– újbabiloni | sumer |
| MZL | unicode | sumer– óakkád | óbabiloni | hettita– hurri | újasszír– újbabiloni | akkád |
| --- | ------- | --- | --- | --- | --- | --- |
| 101 | 𒍤       | | – | | | ZI (= csipogás, vágni, eltávolítani, törölni, élet), ZID (= ZI, jog, igazság, igaz, hűséges), ZIG3 (= ZI, kijön, adószedés, emelés, mustra, duzzad, kiadás, emelkedik), ZE (= ZI, kivágás, törés, megsemmisítés, nyugtalanság, kitöröl) |
| 101 | 𒍤       | ZI, zi (hett.), numun2 (ób), şabāru ša işşuri (= madárcsipogás), baqāmu (= bátorság), barāšu (= gyávaság), naţāpu, nasāḫu (= könnyezés), napištu (= élet), dekû (= emelés), gapāšu (= emelkedik, duzzad), tebû (= felkelés, felmerülő, meghatározott), şītu (= kijárat, napkelte, kijön), ašāšu (= aggodalom), pasāsu (= kitörölni) | | | | |
| 102 | –       | | – | – | | ZI.LAGAB |
| 102 | –       | ZI.LAGAB, numun2 | | – | | |
| 103 | –       | | – | – | | ZI.EŠ2 |
| 104 | –       | | – | – | | ZI.A |
| 105 | 𒄃       | | | – | | GIL (= kincs), GILIM (= gát/akadály, csavar, kapocs, nehezen érthető, hazugság, lomb, erdő, nádkötél), GI16 (= ítélet) |
| 105 | 𒄃       | napraku (= csavar, keresztrúd), ḫannāqu (= fojtogató, egyfajta kapocs), egēru (= hazugság), parāku (= teljes hazugság), gūru (= lomb), ḫalbu (= erdő), kilimbu (= nádcsomag), šipţu (= ítélet) | | – | | |
| 106 | 𒋺       | | | – | | KID2 (= szakítani), tag4, tak4, taka4 |
| 106 | 𒋺       | tag4 (óa), kid2, tak4 (ób), karāşu (= szakítani) | | – | | |
| 108 | 𒆐       | | – | – | | kad2 |
| 109 | 𒆑       | | – | – | | kad3 |
| 110 | 𒈾       | | | | | NA (= összetett igék része, férfi, kő, kő súlya) |
| 110 | 𒈾       | | – | na, amēlu (= férfi), abnu (= kő, szikla)                                                                                            | | |
| 111 | 𒊒       | | | | | RU (= építészettel kapcsolatos fogalmak szemantikai komplementuma), šub |
| 111 | 𒊒       | ru | | | | |
| 112 | 𒉡       | | | | | NU (= férfi, férfi nemi szervek, sperma, utódok, tagadás [ne, nem], nélkül) |
| 112 | 𒉡       | | – | lipištu (= férfi nemi szervek), awīlu (= férfi), lā, ula (= tagadás [ne, nem]), nu                                                  | | |
| 113 | 𒁁       | | | | | BAD, BA, BE (= távoli, nyitott, gabonacséplés), MUD2 (= vér), sun |
| 113 | 𒁁       | pát, pád, pít, píd (óa), pè, pì (óa, hett), nu, pít, pít, úš, til, bat, baṭ (ób), be'ēšû, nesû (= messzi, távoli), petû (= nyitott), dāmu (= vér) | | | | |
| 113 | 𒅂       | | – | – | IDIM (= zárt, támasztott, tompa, süket, gyenge, tehetetlen, egy személy, nehéz, fontos, tavasz, föld alatti víz, dühös, bolond), KIR5 (= alvilág, föld, ország, hegy, hegyek, kelet, keleti ember, keleti szél), sakku (= zárt), saklu (= egyszerű), ulālu (= gyenge, tehetetlen), kabtu (= nehéz, fontos), nagbu (= föld alatti víz), ekdu (= dühös, bolond), erşetu (= föld), mātu (= föld, vidék), šadû (= hegy, hegyek, a mitikus sumer őshaza) | |
| 113 | 𒌀       | | – | – | TIL (= teljes, öreg, hosszú, vég, mező, fából készült tárgy része, sírás, lárma, csatakiáltás), SUMUN (= öreg, öreg fa, piros, szuvas faanyag, nyílvessző), gamāru (= következtetés, teljesség), labāru (= öreg, hosszú), qatû (= vég, cél), nutāpu (= öreg fa), sumkīnu (= piros, szuvas faanyag) | |
| 113 | 𒍗       | | – | – | UŠ2 (= lekapcsolja, gátolja, vér, meghal, meggyilkol, halott, ób. halott nád), sekēru (= lekapcsolja, gátolja), dāmu (= vér, sötét), mâtu (= meghal), mūtu (= halál), tanūqātu (= csatakiáltás), šīsu (= sírás, kiáltás) | |
| 114 | 𒑘       | – | – | EŠE3 (= egységnyi terület, egységnyi méret, egységnyi hossz), eblu (= egységnyi terület, egységnyi méret), ablu (= egységnyi hossz) | | |
| 115 | 𒋓       | | | | | ŠIR×ZID2, ŠIR×ZI3, ŠIR (= here, izzó), sir4, nu11 (ób, hett), išku (= here) |
| 115 | 𒋓       | – | | | | ŠIR×ZID2, ŠIR×ZI3, ŠIR (= here, izzó), sir4, nu11 (ób, hett), išku (= here) |
| 115 | 𒉢       | | – | | | ŠIR×ZID2, ŠIR×ZI3, ŠIR (= here, izzó), sir4, nu11 (ób, hett), išku (= here) |
| 116 | 𒋔       | | – | – | | ŠIR-tenû |
| 117 | 𒆰       | | | | | KUL (= tál, fogantyú) |
| 117 | 𒆰       | laqātu (= gyűjteni), kabātu (= tisztelt személyek), naptanu (= étkezés), lakādu (= futni) | | | | |
| 118 | 𒋾       | | | | | TI (= nyílvessző, élet), TAL2 (= széles, bő) |
| 118 | 𒋾       | | – | ti (óa, ób, hett), di, di3 (óa, hett), rapāšu (= széles, bő)                                                                        | | |
| 118 | 𒋾       | | – | TI (= nyílvessző, élet) | | |
| 119 | 𒁷       | | | | | DIN (= ?), KURUN2 (= sör, vér, jó, édes), tin, GAMUN (= kömény) |
| 119 | 𒁷       | | – | tin, ten2, tanx (óa, hett), din (ób), kurunnu (= sör), dāmu (= vér, sötétség), ţābu (= jó, édes), kamûnu (= kömény)                 | | |
| 120 | 𒈦       | | | | | MAŠ (= határ, határos, kecske, áldozati állat, előjel, kamat, öntözési adó, tisztítás, ikertestvér) |
| 120 | 𒈦       | maš (ób), bar, par2 (ób, hett), mişru (= határ, határos), bīru (= bikaborjú), urīşu (= kecskebak), şibtu (= kamat), ellu (= rituális tisztaság), māšu (= ikertestvér) | | | | |
| 122 | 𒈦       | BAN2 (= egységnyi teher), sūtu (= kapacitás mérése) | | | | |
| 121 | 𒁇       | | MAŠ (= ld. 120.), BAN (= ld. 122.) bar (= összetett igék alkotója, külső, oldalsó, hátsó, kívülálló, furcsa, vissza, váll, máj, félretesz, miatt, felvág, osztott, erőfeszítés), būdum, kabattu (= máj, váll), kawûm, aḫû, warkatu (= oldal, oldalsó), qalāpu (= hámoz), salātu (= felvág), šalāqu (= felvág, kibont), MAŠDA2 (= gazella), şabītu (= gazella) | | | |
| MZL | unicode | sumer– óakkád | óasszír | hettita– hurri | újasszír– újbabiloni | sumer |
| MZL | unicode | sumer– óakkád | óbabiloni | hettita– hurri | újasszír– újbabiloni | akkád |

## 123 – 140
| MZL | piktogram | sumer– óakkád | óasszír                              | hettita– hurri | újasszír– újbabiloni                                                   | sumer |
| MZL | unicode   | sumer– óakkád | óbabiloni                            | hettita– hurri | újasszír– újbabiloni                                                   | akkád |
| --- | --------- | --- | ------------------------------------ | --- | ---------------------------------------------------------------------- | --- |
| 123 | –         | | –                                    | – |                                                                        | bar-an, KUNGA2, parû (= egy lóféle) |
| 124 | –         | |                                      | – |                                                                        | MAŠ.GU2.GAR3, DALLA (= fényes, fénylik, vad, heves, tüzes, ádáz), IDIGINA (= egy madár) |
| 124 | –         | ellu (= rituális tisztaság), idigina (= Tigris folyó) |                                      | – |                                                                        | |
| 125 | –         | | –                                    | – |                                                                        | MAŠ.U, GIDIM2 (= szellem), eţemmu (= szellem) |
| 126 | –         | | –                                    | – |                                                                        | MAŠ.U.U, MAS.MAN (= testvér, partner, társaság) |
| –   | –         | | –                                    | – | –                                                                      | GURUN (=GURUMx, meghajlítani, görbe, kerületi, íj, gurítani, megfékezni, korlátozni, vigyázni), GURUN, BURU7 (= gyümölcs, virág, ~figura, vonzerő), inbu (= gyümölcs, virág, ~alakú ékszer), kanāšu (= meghajol, be), kanānu (= gurítani), kapāpu (= görbíteni, íj), qadādu (= meghajol) |
| 127 | 𒀝         | |                                      | |                                                                        | ag, AK (= tenni, csinálni, cselekedni, formálni, eljárni) |
| 127 | 𒀝         | ag, ak, aq (óa, ób, hett), epēšu (= tenni, csinálni, építeni) |                                      | |                                                                        | |
| 128 | 𒀟         | | –                                    | – |                                                                        | AG.UŠ.GIŠ, AG×SITA2 (= fegyverkészítés [faformálás]) |
| 129 | 𒀞         | |                                      | |                                                                        | AG×ERIM, AG×ERIN2 (= csapatok felfegyverzése és összeállítása, toborzás), ME3 (= csata, harc) |
| 129 | 𒀞         | – | me3 (óa, úa, hett), tāḫāzu (= csata) | |                                                                        | |
| 130 | 𒈧         | |                                      | – |                                                                        | MAŠ.ḪI, MAŠ2 (= kecske, áldozati állat, kamat, öntözési adó) |
| 130 | 𒈧         | maš2 (óa, ób), kun8 (ób), bīru (= bikaborjú), urīşu (= kecskebak), şibtu (= kamat) |                                      | – |                                                                        | |
| 131 | 𒆲         | |                                      | |                                                                        | BAR.ḪI×NUN, BAR.AḪ, KUN (= farok, csatornanyílás), MEGIDAx (= koca) |
| 131 | 𒆲         | kun (óa, ób, hett), zibbatu (= farok), šaḫītu (= koca) |                                      | |                                                                        | |
| 132 |           | |                                      | |                                                                        | ḪU (= lekaprani, kivágni), MUŠEN (= madár) |
| 132 | 𒄷         | | –                                    | | ḫu (óa, ób, hett, úa), halāšu (= lekaparni, kivágni), işşūru (= madár) | |
| 133 | –         | |                                      | – |                                                                        | ḪU.MA2, U5 (= föld típusa, földhalom, lovagolni, eke része, felső ajtópánt, hajókabin, irányítás átvétele, pásztor, teljesség, világ, ismeretlen jelentésű használat óbabiloni és ur III-korú feliratokban)                                                                              |
| 133 | –         | šipku (= földhalom), ḫinnu (= hajókabin), kašāšu (= szerzés), rakābu (= lovaglás, felmászik, felszáll), rikbu (= hajólegénység, berendezés, felépítmény), šagammu (= felső ajtóforgó?), rē'û (= pásztor), kiššatu (= teljesség, világ), tabbānu (= ?) |                                      | – |                                                                        | |
| 134 | 𒉆         | |                                      | |                                                                        | NAM (= konkrét megbízás, lesz, rendelet, végrendelet, végzet), SIM (= szita, szűrő), sin2 |
| 134 | 𒉆         | | –                                    | nam (óa, ób, hett), bir5, pir6 (ób), šīmtu (= amit rögzít, lesz, rendelet, végrendelet, végzet), napû (= szita), šaḫālu (= szita, szűrő)            |                                                                        | |
| 135 | –         | | –                                    | – |                                                                        | NAM.ERIM, BURU5 (= madarak, kismadár, veréb, madárraj), işşūru (= madár) |
| 136 | 𒅅         | |                                      | |                                                                        | IG (= ajtó), gal2 |
| 136 | 𒅅         | ig, ik, iq, eg, ek, eq (ób, óa, hett), daltu (= ajtó) |                                      | |                                                                        | |
| 137 | –         | |                                      | |                                                                        | ḪU.ḪI, MUD (= vér, létrehozni, ijedt, rémült, csonk, cső, foglalat) |
| 137 | –         | | –                                    | mud (ób, óa), mut (hett), dāmu (= vér), banû (= létrehozni), parādu (= ijedt, rémült), uppu (= cső, foglalat)                                       |                                                                        | |
| 138 | –         | | –                                    | – |                                                                        | ḪU.NA2, sa4 (= lefeküdni), utulu (= lefeküdni) |
| 139 | 𒋥         | |                                      | |                                                                        | ŠITA3 (=ŠITAN, vízvezeték, cső), rad |
| 139 | 𒋥         | – | –                                    | rat, rad (óa, hett), rāţu (= vízvezeték, cső) |                                                                        | |
| 140 | 𒍣         | |                                      | |                                                                        | ZI (= csiripelni, vág, eltávolít, koptat, élet) |
| 140 | 𒍣         | | –                                    | zi, ze (óa, hett, ób), şabāru ša işşuri (= csiripelni), baqāmu (= felbátorodni), barāšu (= bátorság), naţāpu–nasāḫu (= könnyezni), napištu (= élet) |                                                                        | |
| MZL | unicode   | sumer– óakkád | óasszír                              | hettita– hurri | újasszír– újbabiloni                                                   | sumer |
| MZL | unicode   | sumer– óakkád | óbabiloni                            | hettita– hurri | újasszír– újbabiloni                                                   | akkád |

## 141 – 150
| MZL     | unicode | sumer– óakkád | óasszír   | hettita– hurri | újasszír– újbabiloni                                        | sumer |
| MZL     | unicode | sumer– óakkád | óbabiloni | hettita– hurri | újasszír– újbabiloni                                        | akkád |
| ------- | ------- | --- | --------- | --- | ----------------------------------------------------------- | --- |
| 141     | 𒄀       | |           | |                                                             | GI (= lényeg, ítélet, nád, nádas, egységnyi hossz, elmegy, visszatér, körbejár, státuszváltozás)                 |
| 141     | 𒄀       | gi, ge (óa, ób, hett), qì, qè (ób), šipţu (= ítélet), qanû (= nád), lamû (= bekerít, körbevesz), târu (= elmegy, visszatér) |           | |                                                             | |
| 141     | 𒄁       | | –         | – | [ 7 ]                                                       | GI×E, si22, sig17                                                                                                |
| 141     | 𒄁       | – |           | gi×e, hurri ge6 | [ 7 ]                                                       | |
| 142     | 𒊑       | |           | |                                                             | RI (= kiáltani)                                                                                                  |
| 142     | 𒊑       | ri, dal (óa, ób, hett), re, tal (óa, hett), şarāḫu (= kiáltani, jajgat, panaszkodik)                                        |           | |                                                             | |
| 143–144 | 𒉣       | |           | – |                                                             | NUN (= fémtárgy, herceg, legelső, legjobb)                                                                       |
| 143–144 | 𒉣       | nun (óa, ób), zil, síl (ób), nunnu (= réztárgy), rubû (= herceg), NUNtenû (úa)                                              |           | – |                                                             | |
| 145     | –       | |           | |                                                             | NUN.LAGAR, TUR3 (= istálló)                                                                                      |
| 145     | –       | tùr (óa, ób), túr, dur (hett), tarbaşu (= istálló)                                                                          |           | |                                                             | |
| 146     | 𒉥       | | –         | – |                                                             | NUN.LAGAR×BAR/MAŠ, TUR3×BAR/MAŠ, IMMALx (= tehén, vadtehén), arḫu, littu (= tehén), TUR3×UŠ (úa), TUR3×NIG2 (úa) |
| 147     | 𒉦       | | –         | – |                                                             | NUN.LAGAR×MUNUS/SAL (sum–akk), NUN.LAGAR×SAL (úa)                                                                |
| 148     | 𒆏       | |           | |                                                             | KAB (= orrkötél, zabla vége), GAB2 (= bal kéz), ḪUB2 (= összetett igék alkotója, láb)                            |
| 148     | 𒆏       | | –         | kab, kap, gáb, gáp (óa, hett, ób), ḫub2 (ób), kappu (= öv része), şerretu (= orrkötél, vezetőkötél), šumēlu (= bal kéz) |                                                             | |
| 149     | 𒄸       | |           | | ḪUB2 (= mozgással kapcsolatos összetett igék alkotója, láb) | |
| 149     | 𒄸       | | –         | ḫub, ḫup (óa, hett), ḫub (ób)                                                                                           |                                                             | |
| 150     | 𒄽       | |           | |                                                             | ḪUB2×UD, ḪUB (= mozgással kapcsolatos összetett igék alkotója)                                                   |
| 150     | 𒄽       | | –         | ḫub (óa, ób, hett), hup (hett)                                                                                          |                                                             | |